# Batalla de Rusokastro
La batalla de Rusokastro (en búlgaro: Битка при Русокастро, en griego: Μάχη του Ρουσόκαστρου) se llevó a cabo el 18 de julio de 1332 cerca del pueblo de Rusokastro, Bulgaria entre los ejércitos de los imperios búlgaro y bizantino. El resultado fue una victoria búlgara.

## Orígenes del conflicto
En 1328, el zar de Bulgaria y el emperador de Bizancio, Miguel Asen III y Andrónico III Paleólogo, firmaron un tratado secreto contra Serbia. Mientras que Miguel Asen III estaba luchando contra los serbios en 1330, los bizantinos invadieron Tracia y capturaron las ciudades búlgaras de allí. Después de la derrota búlgara en la batalla de Velbazhd los bizantinos tuvieron un punto de apoyo firme allí.

## Preludio
Los bizantinos no estaban preparados para la guerra. Su imperio estaba dividido con disturbios civiles y el ejército estaba luchando contra los turcos en Asia Menor. En el Imperio búlgaro, hubo luchas internas también, pero el nuevo zar Iván Alejandro sabía que el enfrentamiento decisivo con Bizancio estaba por venir y decidió mejorar sus relaciones con los serbios. En 1332, firmó un tratado de paz con ellos que duró hasta su muerte. El tratado fue asegurado con un matrimonio entre el serbio rey Esteban Dušan y la hermana del zar, Helena. En el verano de ese mismo año, los bizantinos reunieron un ejército y, sin declaración de guerra fueron a Bulgaria, con el pillaje y el saqueo de los pueblos en su camino. Los bizantinos tomaron varios castillos porque la atención de Iván Alejandro fue enfocado hacia la lucha contra la rebelión de su tío Belaur en Vidin. Trató de negociar con el enemigo, pero finalmente fracasó. El zar decidió actuar con rapidez en el curso de cinco días por el cual su caballería cubrió 230 kilómetros para llegar a Aytos y enfrentarse a los invasores.

## La batalla
Iván Alejandro disponía de 8000 soldados, mientras que los bizantinos eran solo 3000. Hubo negociaciones entre los dos gobernantes, pero el zar deliberadamente lo prolongó porque estaba en espera de refuerzos. En la noche del 17 de julio por fin llegó a su campamento 3000 jinetes mercenarios tártaros y decidió atacar a los bizantinos al día siguiente. Andrónico III Paleólogo no tuvo más remedio que aceptar el combate. El ejército bizantino consistía de 16 escuadrones y seis de ellos formaban la primera columna. El ala derecha estaba comandada por el protostrator, el ala izquierda se encontraba bajo el gran papías Tsamplakon y el centro era comandado personalmente por el emperador. El ejército formó un frente amplio en dos líneas con los flancos detrás del centro formando una media luna.
La batalla comenzó a las seis de la mañana y se prolongó durante tres horas. Los bizantinos trataron de impedir que la caballería búlgara les rodeara, pero no lograron su maniobra. La caballería se movió en torno a la primera línea bizantina sin preocuparse de la infantería y cargaron contra la retaguardia de sus flancos. Después de una lucha feroz los bizantinos fueron derrotados, escapando del campo de batalla y escondiéndose en Rusokastro. El ejército búlgaro rodeó la fortaleza y al mediodía del mismo día Iván Alejandro envió embajadores a continuar las negociaciones.

## Consecuencias

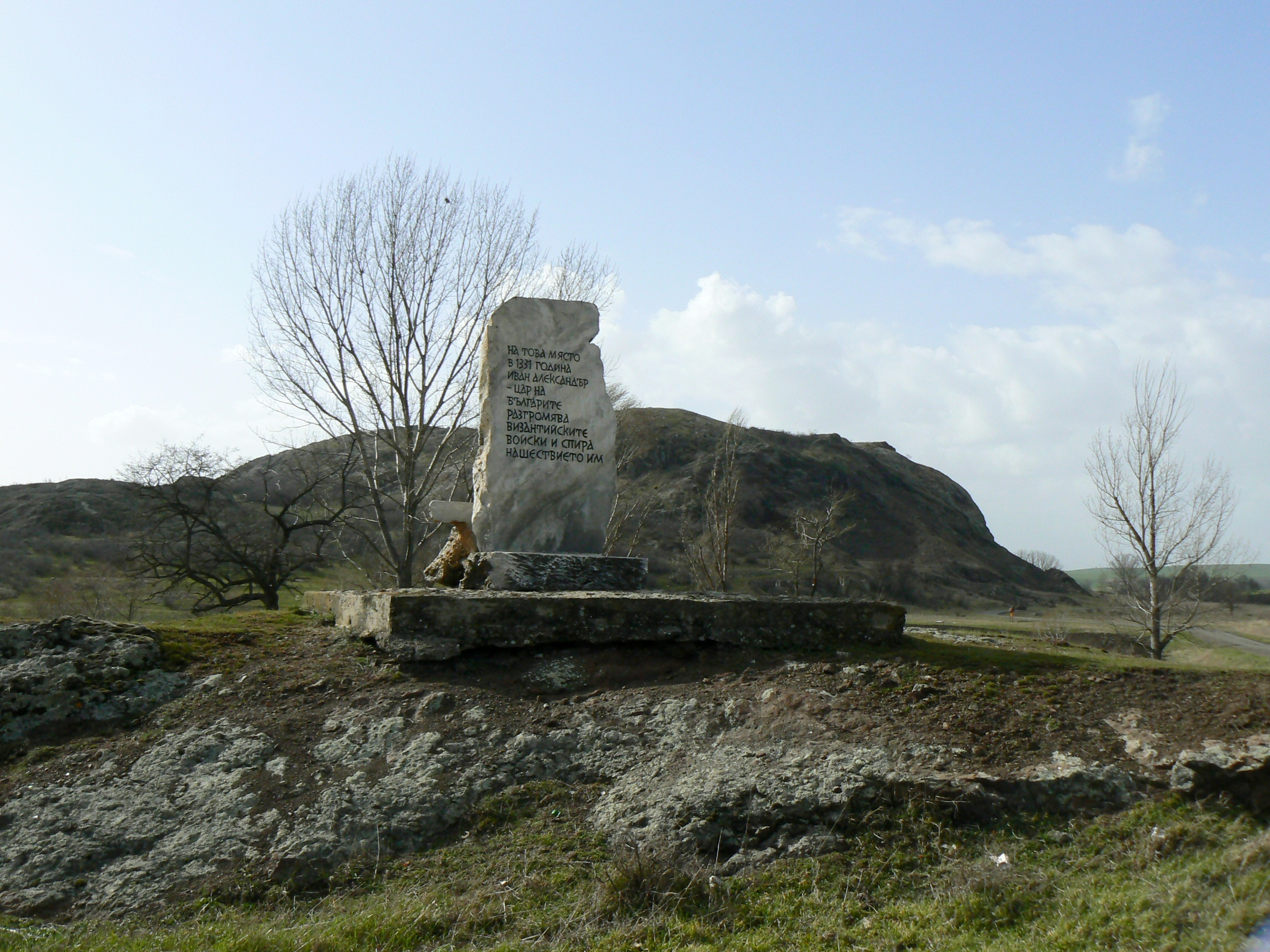
Monumento de la batalla de Rusokastro.

Los búlgaros recuperaron sus tierras perdidas en Tracia y fortalecieron las posiciones de su imperio. El hijo de ocho años y sucesor del zar Miguel Asen se casó con la hija de Andrónico, María, confirmando la paz entre los dos países.
Esta batalla fue considerada por los historiadores medievales búlgaros como un gran triunfo del zar Iván Alejandro. Esa fue la última gran batalla entre Bulgaria y Bizancio ya que su rivalidad de siete siglos por dominar en los Balcanes estaba a punto de llegar a su fin después de la caída de los dos imperios bajo la dominación otomana.